# Maphumulo (gmina)
Maphumulo – gmina w Republice Południowej Afryki, w prowincji KwaZulu-Natal, w dystrykcie iLembe. Siedzibą administracyjną gminy jest Maphumulo.